# 모드론
모드론(웨일스어: Modron→어머니)은 웨일스 신화에 등장하는 존재다. 마본 압 모드론의 어머니다. 모드론은 고대 켈트족의 여신 마트로나가 인간화된 것이며, 그 자신도 아서 왕 전설의 모르간 르 페이의 원형이 된 것으로 생각된다.